# Мої чорничні ночі
Мої чорничні ночі — романтична драма 2007 року.

## Сюжет
Перший англомовний проєкт лауреата Канського кінофестивалю, найвизнанішого режисера Гонконгу Вонга Кар Вая («Любовний настрій» «2046», «Чунгкингський експрес»). Головна героїня (популярна джазова співачка, багатократний лауреат премії «Греммі» Нора Джонс) подорожує по Америці, в надії зрозуміти, що таке справжня любов. По дорозі їй зустрічається безліч різних цікавих людей.

## Акторський склад
| Актор           | Роль              |
| --------------- | ----------------- |
| Нора Джонс      | Елізабет          |
| Джуд Лоу        | Джеремі           |
| Девід Стретейрн | Арні Коупленд     |
| Рейчел Вайс     | Сью Лінн Коупленд |
| Наталі Портман  | Леслі             |
| Чан Маршалл     | Катя              |
| Френкі Фейзон   | Тревіс            |
| Адріан Ленокс   | Сенді             |